# Krisztián Simon
Krisztián Simon (Boedapest, 10 juni 1991) is een Hongaars voetballer die als aanvaller speelt. In 2014 debuteerde hij in het Hongaars voetbalelftal.

## Carrière
In januari 2009 werd Simon door Újpest FC tot mei 2010 uitgeleend aan het Engelse Wolverhampton Wanderers FC. In 2009 werd hij door de Hongaarse voetbalbond verkozen tot beste speler onder de negentien jaar.
Op 30 november 2010 werd bekend dat Feyenoord hem een stage had aangeboden. Hij speelde op woensdag 5 januari 2011 mee in de wedstrijd om de zilveren bal met Feyenoord tegen Sparta Rotterdam. In de met 2-4 gewonnen wedstrijd viel hij in na de rust en gaf hij twee assists en maakte hij de vierde goal voor Feyenoord op aangeven van medeproefspeler Sergej Khizhnitsjenko. Ook ging hij mee op trainingskamp naar Oman.
Hij tekende een huurcontract van een half jaar bij Feyenoord waarop er veel verwacht werd van de Hongaar. Simon maakte zijn competitiedebuut voor Feyenoord tegen Ajax, in de Amsterdam ArenA. Deze wedstrijd werd met 2-0 verloren. Simon speelde niet veel meer en zijn verblijf in Rotterdam liep uit op een teleurstelling. In de zomer van 2011 keerde hij terug naar Újpest. Begin 2015 ging Simon naar TSV 1860 München waarmee hij in 2017 uit de 2. Bundesliga degradeerde. In 2017 keerde hij terug bij Újpest.

## Statistieken
| seizoen | club                    | land               | competitie            | officiële wedstrijden | goals |
| ------- | ----------------------- | ------------------ | --------------------- | --------------------- | ----- |
| 2008/09 | Ujpest FC               | Vlag van Hongarije | Magyar Labdarúgó Liga | 1                     | 0     |
| 2009/10 | Ujpest FC               | Vlag van Hongarije | Magyar Labdarúgó Liga | 15                    | 2     |
| 2009/10 | Wolverhampton Wanderers | Vlag van Engeland  | Championship          | 0                     | 0     |
| 2010/11 | Feyenoord               | Vlag van Nederland | Eredivisie            | 8                     | 0     |

## Erelijst
- Beker van Hongarije: 2014, 2018
- Hongaarse supercup: 2014
- Beste Hongaarse voetballer onder de negentien jaar